# Dasymys montanus
Dasymys montanus är en däggdjursart som beskrevs av Thomas 1906. Dasymys montanus ingår i släktet Dasymys och familjen råttdjur. Inga underarter finns listade i Catalogue of Life.

## Utseende
Vuxna exemplar är 132 till 156 mm långa (huvud och bål), har en 93 till 115 mm lång svans och väger 69 till 100 g. De har 28 till 31 mm långa bakfötter och 17 till 19 mm stora öron. Ovansidans hår är mörkgrå nära roten och ljusbrun vid spetsen vad som ger ett gråbrunt utseende. På undersidan är pälsen grå. De svarta håren på öronen bildar ett tätt täcke. Svansen har en svart färg.

## Utbredning
Denna gnagare förekommer i en mindre region i västra Uganda och kanske i angränsande områden av Kongo-Kinshasa. Regionen ligger i Ruwenzoribergen mellan 2600 och 3800 meter över havet. Habitatet utgörs av bergsskogar, bergsängar och träsk.

## Ekologi
Dasymys montanus kan vara natt- och dagaktiv. Den har blommor, suckulenter och andra växter som föda. Ingen av dessa honor som undersöktes var dräktig, oberoende av årstiden.

## Hot
Beståndet hotas av skogens omvandling till jordbruksmark och av skogsbruk. IUCN kategoriserar arten globalt som starkt hotad.